# Singles Collection: The London Years
Singles Collection: The London Years ist ein Kompilationsalbum der englischen Rockgruppe The Rolling Stones aus dem Jahr 1989.

## Allgemeines
Die drei CDs versammeln alle von den Rolling Stones veröffentlichten Singles aus den Jahren 1963 (Erscheinungsjahr der ersten Single) bis 1971 (Auflösung des Vertrags mit Decca). Ebenso enthält sie alternative B-Seiten für den US-Markt sowie alternative B-Seiten für den englischen Markt. Im Gegensatz zu anderen Compilationalben der Stones bringt sie die Aufnahmen in chronologischer Reihenfolge. Die CD enthält ein Booklet mit Anmerkungen zu den Songs von Bruce Eder. Im August 2002 wurde der Katalog der Rolling Stones auf London/ABKCO, darunter auch die „Singles Collection“ in einer digital neu bearbeiteten Version wieder veröffentlicht. In den The Billboard 200 erreichte die Singlesammlung Platz 91.

## Titelliste

### CD 1
1. Come On (Berry) 1:48[4]
2. I Want to Be Loved (Dixon) 1:51
3. I Wanna Be Your Man (Lennon, McCartney) 1:43[5]
4. Stoned (Jagger, Phelge, Richards) 2:09
5. Not Fade Away (Hardin, Holly, Petty) 1:46
6. Little by Little (Phelge, Spector) 2:39
7. It’s All Over Now (Womack, Womack) 3:27[6]
8. Good Times, Bad Times (Jagger, Richards) 2:30
9. Tell Me (Jagger, Richards) 3:48
10. I Just Want to Make Love to You (Dixon) 2:16
11. Time Is on My Side (Ragovoy) 2:52
12. Congratulations (Jagger, Richards) 2:27
13. Little Red Rooster (Burnett, Dixon) 3:04
14. Off the Hook (Jagger, Richards) 2:34
15. Heart of Stone (Jagger, Richards) 2:45
16. What a Shame (Jagger, Richards) 3:02
17. The Last Time (Jagger, Richards) 3:41
18. Play with Fire (Jagger, Jones, Richards) 2:14
19. (I Can’t Get No) Satisfaction (Jagger, Richards) 3:43[7]
20. The Under Assistant West Coast Promotion Man [8] (Jagger, Phelge, Richards) 3:08[9]
21. The Spider and the Fly (Jagger, Richards) 3:38
22. Get Off of My Cloud (Jagger, Richards) 2:53
23. I’m Free [10] (Jagger, Richards) 2:24
24. The Singer Not the Song (Jagger, Richards) 2:24
25. As Tears Go By (Jagger, Oldham, Richards) 2:45

### CD 2
1. Gotta Get Away (Jagger, Richards) 2:06
2. 19th Nervous Breakdown (Jagger, Richards) 3:56
3. Sad Day (Jagger, Richards) 3:02
4. Paint It Black (Jagger, Richards) 3:44
5. Stupid Girl (Jagger, Richards) 2:55
6. Long Long While (Jagger, Richards) 3:00
7. Mother’s Little Helper (Jagger, Richards) 2:45
8. Lady Jane (Jagger, Richards) 3:11
9. Have You Seen Your Mother, Baby, Standing in the Shadow? (Jagger, Richards) 2:33
10. Who’s Driving Your Plane (Jagger, Richards) 3:13
11. Let’s Spend the Night Together (Jagger, Richards) 3:28
12. Ruby Tuesday (Jagger, Richards) 3:13
13. We Love You (Jagger, Richards) 4:36
14. Dandelion (Jagger, Richards) 3:47
15. She’s a Rainbow (Jagger, Richards) 4:11
16. 2000 Light Years from Home (Jagger, Richards) 4:44
17. In Another Land (Wyman) 2:53[11]
18. The Lantern (Jagger, Richards) 4:25
19. Jumpin’ Jack Flash (Jagger, Richards) 3:37
20. Child of the Moon (Jagger, Richards) 3:12

### CD 3
1. Street Fighting Man (Jagger, Richards) 3:09
2. No Expectations (Jagger, Richards) 3:55
3. Surprise, Surprise (Jagger, Richards) 2:30
4. Honky Tonk Women (Jagger, Richards) 3:01[12]
5. You Can’t Always Get What You Want (Jagger, Richards) 4:49
6. Memo from Turner (Jagger, Richards) 4:06
7. Brown Sugar (Jagger, Richards) 3:50
8. Wild Horses (Jagger, Richards) 5:42
9. I Don’t Know Why (Hardaway, Hunter, Riser, Wonder) 3:01
10. Try a Little Harder (Jagger, Richards) 2:16
11. Out of Time (Jagger, Richards) 3:21
12. Jiving Sister Fanny (Jagger, Richards) 3:19
13. Sympathy for the Devil (Jagger, Richards) 6:16[2]

## Kritikerstimmen
- Entertainment Weekly (9/20/02, S. 104) - ... A triple disc that has all the recognizable hits along with must-own obscurities ... (Eine Dreifach-CD mit allen Hits und obskuren Aufnahmen, die man haben muss....)
- NME (Magazin) (7/8/95, S. 46) - 10 (out of 10) - ... indispensable ... (...unverzichtbar...)
- Stephen Thomas Erlewine AMG :Casual fans might want to stick with the Hot Rocks sets, since they just have the hits, but for those that want a little bit more, the Singles Collection is absolutely essential. („Gelegenheitsfans“ mögen beim Hot Rocks Album bleiben, denn sie wollen die Hits; aber für alle, die ein bisschen mehr wollen, ist die Singles Collection absolut unerlässlich.)